# Arroyo Colorado Grande
Der Arroyo Colorado Grande ist ein Fluss in Uruguay.
Er entspringt auf dem Gebiet des Departamento Canelones in der Stadt San Bautista. Von dort fließt er zunächst in nordwestliche Richtung und ändert seinen Verlauf auf etwa dem letzten Drittel seiner Wegstrecke nach Westen. Er unterquert auf seinem Weg durch das Departamento sowohl die Ruta 6 als auch die Ruta 33. Er mündet schließlich ca. einen Kilometer östlich von Paso Ortega linksseitig in den Arroyo del Tala.